# Stigmella confinalis
Stigmella confinalis là một loài bướm đêm thuộc họ Nepticulidae. Nó được miêu tả bởi Scoble năm 1978. Nó được tìm thấy ở Zimbabwe.
Ấu trùng ăn Dombeya species. Chúng có thể ăn lá nơi chúng làm tổ.